# Mark Wahlberg
Mark Wahlberg (teljes nevén Mark Robert Michael Wahlberg) (Boston, Massachusetts, 1971. június 5. –) Oscar- és Golden Globe-díjra jelölt 
amerikai színész és televíziós producer. Korábban Marky Mark néven vált ismertté 1991-es debütalbuma révén, amin rapzenét adott elő a Marky Mark and the Funky Bunch formációval.

## Életpályája

### Fiatalkora
Wahlberg Boston Dorchester városrészében született. Anyja, Alma Eaine (született Donnelly) banktisztviselő és nővérsegéd volt, apja, Donald Edward Wahlberg pedig a Teamster munkásszövetség tagjaként kézbesítőként dolgozott. A házaspárnak összesen kilenc gyermeke született, Markon kívül Arthur, Jim, Paul, Robert, Tracey, Michelle, Debbie és Donnie, mielőtt 1982-ben elváltak. Wahlbergben svéd, ír és francia kanadai vér is csörgedezik. Katolikus nevelésben részesült, és a Copley Square High Schoolba járt Bostonban, azonban érettségit nem szerzett.
Wahlberg tizenéves önmagát zűrös kölyöknek írja le, aki gyakran vett részt erőszakos cselekményekben és vandalizmusban. 20-25 alkalommal volt dolga a bostoni rendőrséggel, tizenhárom éves korára komoly kokainfüggősége alakult ki. Tizenöt évesen afroamerikai iskolásokat zaklatott, kövekkel dobálva és verbálisan sértegetve őket. Tizenhat éves volt, mikor – újfent rasszista nyelvezetet használva – PCP hatása alatt kirabolt egy gyógyszertárat, leütve egy idős vietnámi férfit, egy másikat pedig egyik szemére megvakított, majd egy biztonsági őrre is rátámadt. Wahlberg elárulta, nem képes felidézni az incidenst, mivel elveszítette az eszméletét, épp mielőtt a rendőrség elfogta. Gyilkossági kísérlettel vádolták, bántalmazásért találták bűnösnek, s két év börtönbüntetésre ítélték, amiből 45 napot ült le. Egy másik ügye huszonegy éves korából, hogy eltörte egy szomszédja állkapcsát.

### Zenei karrierje
Wahlberg először bátyja, Donnie Wahlberg öccseként tett szert ismertségre, aki a nagy sikerű New Kids on the Block nevű popcsapat tagja volt. Mark eredeti tagként került az együttesbe, ám kilépett, még mielőtt a New Kids on the Block befutott.
Wahlberg a Marky Mark & the Funky Bunch néven rögzítette Music for the People albumát, melyen a Good Vibrations című sláger is szerepelt. A lemez producere Donnie volt, s később a Billboard 100-as listájára is felkerült. A második Marky Mark LP, a You Gotta Believe relatíve kudarcnak bizonyult. Hamar szóbeszéd középpontjában találta magát, mikor vendégként feltűnt a brit The Word című talkshowban, ahol rapperkollégájával, Shabba Ranksszal vállalt közösséget annak homofób megnyilvánulásait illetően azzal, hogy hallgatásba burkolódzott Ranks szavait követően. Később nyilvánosan elhatárolódott Ranks kommentárjától, ám mindezt jókora médiafelhajtás előzte meg.
Az 1990-es évek elején Wahlberg ismertté vált meglehetősen jó kondíciójáról is. Elsőként a Good Vibrations videóklipjében, ám javarészt Herb Ritts Calvin Klein alsóneműreklámjaiban tett erről bizonyságot. Készített egy testépítőfilmet is The Marky Mark Workout: Fitness, Form, Focus címmel.

### Színészi karrierje
Wahlberg első szerepe A félelmek iskolája című 1993-as tévéfilmben volt, mozis debütjére pedig Danny DeVito oldalán került sor a Reneszánsz emberben. Az évtized második felében, majd a 2000-es években olyan sikeres produkcióban kapott főszerepet, mint a Boogie Nights, a Sivatagi cápák, a Viharzóna, Az olasz meló vagy a Négy tesó. *Wahlberg játszotta volna eredetileg Linus Caldwellt az Ocean's Eleven – Tripla vagy semmiben, ám a szerep végül Matt Damonhez került. A két színész később együtt dolgozott A tégla című filmben.
2006-ban a Legyőzhetetlen című futball-drámában tűnt fel, ami Vince Papale igaz történetére épül. Még ugyanebben az évben látható volt Martin Scorsese bűnügyi thrillerében, A téglában egy bostoni állami rendőrnyomozó szerepében. Alakításáért Oscar- és Golden Globe-díjra jelölték. Utóbbi munkái közé tartozik az Orvlövész és Az éjszaka urai, amiben Joaquin Phoenix fivérét játssza, s aminek producere a két főszereplő. 2008 nyarán M. Night Shyamalan új rendezésében, Az eseményben játszotta a főszerepet, ősszel pedig a népszerű videójáték-hős, Max Payne bőrébe bújik. 2009-ben a The Lovely Bones következik, s előkészület alatt áll Az olasz meló folytatása is.
Wahlberg executive producere az HBO Törtetők című sorozatának, mely némileg saját hollywoodi tapasztalatait veszi alapul.
Főszerepet kapott a 2012-es Ted című mozifilmben, ami CGI technológiával készült. A film írója, producere és rendezője Seth MacFarlane.

### Magánélete
Wahlberg gyakorolja a római katolikus vallást. 2003. szeptember 2-án született meg kislánya, Ella Rae, barátnőjétől, Rhea Durhamtől. Második gyermekük, Michael 2006. március 21-én jött a világra. A színész aktív karitatív tevékenységet folytat; megalapította a Mark Wahlberg Youth Foundation alapítványt. Édesapja, Donald, aki a koreai háború veteránja volt, 2008. február 14-én hunyt el.

## Filmográfia

### Film
| Év   | Magyar cím                      | Eredeti cím                     | Szerep                            | Magyar hang         | Rendező                |
| ---- | ------------------------------- | ------------------------------- | --------------------------------- | ------------------- | ---------------------- |
| 1994 | Reneszánsz ember                | Reneissance Man                 | Tommy Lee Haywood közlegény       | Fekete Zoltán       | Penny Marshall         |
| 1995 | Egy kosaras naplója             | The Basketball Diaries          | Mickey                            | Bolba Tamás         | Scott Kalvert          |
| 1995 | Egy kosaras naplója             | The Basketball Diaries          | Mickey                            | Szatory Dávid       | Scott Kalvert          |
| 1995 | Egy kosaras naplója             | The Basketball Diaries          | Mickey                            | Előd Botond         | Scott Kalvert          |
| 1996 | Rettegés                        | Fear                            | David McCall                      | Viczián Ottó        | James Foley            |
| 1997 | Az átverés mesterei             | Traveller                       | Pat O'Hara                        | Csőre Gábor         | Jack N. Green          |
| 1997 | Boogie Nights                   | Boogie Nights                   | Eddie Addams / Dirk Diggler       | Markovics Tamás     | Paul Thomas Anderson   |
| 1998 | Robbanófejek                    | The Big Hit                     | Melvin Smiley                     | Stohl András        | Kirk Wong              |
| 1999 | Mocskos zsaruk                  | The Corruptor                   | Danny Wallace nyomozó             | Stohl András        | James Foley (2)        |
| 1999 | Sivatagi cápák                  | Three Kings                     | Troy Barlow                       | Kálloy Molnár Péter | David O. Russell       |
| 2000 | A bűn állomásai                 | The Yards                       | Leo Handler                       | Bartucz Attila      | James Gray             |
| 2000 | Viharzóna                       | The Perfect Storm               | Bob Shatford                      | Görög László        | Wolfgang Petersen      |
| 2001 | A majmok bolygója               | Planet of the Apes              | Leo Davidson százados             | Gyabronka József    | Tim Burton             |
| 2001 | Rocksztár                       | Rock Star                       | Chris "Izzy" Coles                | Miller Zoltán       | Stephen Herek          |
| 2002 | Charlie kettős élete            | The Truth About Charlie         | Joshua Peters                     | Stohl András        | Jonathan Demme         |
| 2002 | Charlie kettős élete            | The Truth About Charlie         | Joshua Peters                     | Lippai László       | Jonathan Demme         |
| 2003 | Az olasz meló                   | The italian Job                 | Charlie Croker                    | Széles Tamás        | F. Gary Gray           |
| 2004 | Multik haza!                    | I Heart Huckabees               | Tommy Corn                        | Stohl András        | David O. Russell (2)   |
| 2005 | Négy tesó                       | Four Brother                    | Bobby Mercer                      | Széles Tamás        | John Singleton         |
| 2006 | Legyőzhetetlen                  | Invincible                      | Vince Papale                      | Schmied Zoltán      | Ericson Core           |
| 2006 | A tégla                         | The Departed                    | Sean Dignam törzsőrmester         | Kálloy Molnár Péter | Martin Scorsese        |
| 2007 | Orvlövész                       | Shooter                         | Bob Lee Swagger                   | Széles Tamás        | Antoine Fuqua          |
| 2007 | Az éjszaka urai                 | We Own the Night                | Joseph "Joe" Grusinsky százados   | Széles Tamás        | James Gray (2)         |
| 2008 | Az esemény                      | The Happening                   | Elliot Moore                      | Miller Zoltán       | M. Night Shyamalan     |
| 2008 | Max Payne – Egyszemélyes háború | Max Payne                       | Max Payne                         | Miller Zoltán       | John Moore             |
| 2009 | Komfortos mennyország           | The Lovely bones                | Jack Salmon                       | Anger Zsolt         | Peter Jackson          |
| 2010 | Párterápia                      | Date Night                      | Holbrooke Grant                   | Széles Tamás        | Shawn Levy             |
| 2010 | Pancser Police                  | The Other Guys                  | Terry Hoitz nyomozó               | Széles Tamás        | Adam McKay             |
| 2010 | A harcos                        | The Fighter                     | Mickey Ward                       | Stohl András        | David O. Russell (3)   |
| 2012 | Csempészek                      | Contraband                      | Chris Farraday                    | Széles Tamás        | Baltasar Kormákur      |
| 2012 | Ted                             | Ted                             | John Bennett                      | Stohl András        | Seth MacFarlane        |
| 2013 | Megtört város                   | Broken City                     | Billy Taggart                     | Stohl András        | Allen Hughes           |
| 2013 | Pain & Gain                     | Pain & Gain                     | Daniel Lugo                       | Csőre Gábor         | Michael Bay            |
| 2013 | 2 kaliber                       | 2 Guns                          | Marcus Stigman                    | Miller Zoltán       | Baltasar Kormákur (2)  |
| 2013 | A túlélő                        | Lone Survivor                   | Marcus Luttrell                   | Miller Zoltán       | Peter Berg             |
| 2014 | Transformers: A kihalás kora    | Transformers: Age of Extinction | Cade Yeager                       | Miller Zoltán       | Michael Bay (2)        |
| 2014 | Hazárdjáték                     | The Gambler                     | Jim Bennett                       | Miller Zoltán       | Rupert Wyatt           |
| 2015 | Mojave                          | Mojave                          | Norman                            | Miller Zoltán       | William Monahan        |
| 2015 | Törtetők                        | Entourage                       | önmaga                            | Stohl András        | Doug Ellin             |
| 2015 | Ted 2.                          | Ted 2                           | John Bennett                      | Stohl András        | Seth MacFarlane (2)    |
| 2015 | Megjött apuci!                  | Daddy's Home                    | Dusty Mayron                      | Stohl András        | Sean Anders            |
| 2016 | Mélytengeri pokol               | Deepwater Horizon               | Mike Williams                     | Miller Zoltán       | Peter Berg (2)         |
| 2016 | A hazafiak napja                | Patriots Day                    | Tommy Saunders                    | Miller Zoltán       | Peter Berg (3)         |
| 2017 | Transformers: Az utolsó lovag   | Transformers: The Last Knight   | Cade Yeager                       | Miller Zoltán       | Michael Bay (3)        |
| 2017 | Megjött apuci 2.                | Daddy's Home                    | Dusty Mayron                      | Stohl András        | Sean Anders (2)        |
| 2017 | A világ összes pénze            | All the Money in the World      | Fletcher Chase                    | Miller Zoltán       | Ridley Scott           |
| 2018 | 22 mérföld                      | Mile 22                         | James Silva                       | Miller Zoltán       | Peter Berg (4)         |
| 2018 | Instant család                  | Instant Family                  | Pete Wagner                       | Stohl András        | Sean Anders (3)        |
| 2020 | Spenser az igazság nyomában     | Spenser Confidential            | Spenser nyomozó                   |                     | Peter Berg (5)         |
| 2020 | Scooby!                         | Scoob!                          | Brian Crown / Kék sólyom (hangja) | Dévai Balázs        | Tony Cervone           |
| 2020 | Joe Bell útja                   | Joe Bell                        | Joe Bell                          |                     | Reinaldo Marcus Green  |
| 2021 | Végtelen                        | Infinite                        | Evan McCauley                     | Stohl András        | Antoine Fuqua (2)      |
| 2022 | Uncharted                       | Uncharted                       | Victor Sullivan                   | Miller Zoltán       | Ruben Fleischer        |
| 2022 | Stuart atya                     | Father Stu                      | Stuart “Stu” Long atya            | Miller Zoltán       | Rosalind Ross          |
| 2022 | Énidő                           | Me Time                         | Huck Dembo                        | Miller Zoltán       | John Hamburg           |
| 2023 | Családi kiruccanás              | The Family Plan                 | Dan Morgan                        |                     | Simon Cellan Jones     |
| 2024 | Artúr, a király                 | Arthur the King                 | Michael Light                     | Miller Zoltán       | Simon Cellan Jones (2) |
| 2024 | A szervezet                     | The Union                       | Mike                              | Miller Zoltán       | Julian Farino          |
| 2025 |                                 | Flight Risk                     | Daryl Booth                       |                     | Mel Gibson             |

### Televízió
| Év        | Magyar cím                        | Eredeti cím                         | Szerep          | Megjegyzések                                   |
| --------- | --------------------------------- | ----------------------------------- | --------------- | ---------------------------------------------- |
| 1993      | Halálos lecke                     | The Substitute                      | Ryan Westerberg | - tévéfilm - magyar hangja: - Seszták Szabolcs |
| 1993      |                                   | The Ben Stiller Show                | önmaga          | 1 epizód                                       |
| 1993      |                                   | Out All Night                       | önmaga          | 1 epizód                                       |
| 2004–2010 | Törtetők                          | Entourage                           | szereplő        | - 4 epizód - vezető producer                   |
| 2008      |                                   | Saturday Night Live                 | önmaga          | 1 epizód                                       |
| 2008–2021 | A terapeuta                       | In Treatment                        | nem szerepel    | vezető producer                                |
| 2014–2019 |                                   | Wahlburgers                         | önmaga          | - szereplő (36 epizód) - vezető producer       |
| 2020      |                                   | Ant & Dec's Saturday Night Takeaway | önmaga          | 1 epizód                                       |
| 2010–2011 | Kergetjük az amerikai álmot       | How to Make It in America           | nem szerepel    | vezető producer                                |
| 2010–2014 | Boardwalk Empire – Gengszterkorzó | Boardwalk Empire                    | nem szerepel    | vezető producer                                |
| 2015–2019 | Nagypályások                      | Ballers                             | nem szerepel    | vezető producer                                |
| 2016–2018 |                                   | Shooter                             | nem szerepel    | vezető producer                                |
| 2020      | McMilliók                         | McMillions                          | nem szerepel    | vezető producer                                |
| 2021      |                                   | Wahl Street                         | önmaga          |                                                |

## Lemezei

### Marky Mark and the Funky Bunch
| Albuminformációk |
| --- |
| Music for the People - Megjelenés: 1991 - Listás helyezés: #21 USA - Legutolsó státusz: platina - Kislemezek: "Good Vibrations", "Wildside", "I Need Money", "Peace"   |
| You Gotta Believe - Megjelenés: 1992 - Listás helyezés: #67 US, #66 R&B/Hip-Hop - Legutolsó státusz: arany - Kislemezek: "You Gotta Believe", "Gonna Have A Good Time" |

### Prince Ital Joe feat. Marky Mark
| Albuminformációk |
| --- |
| Life in the Streets - Megjelenés: 1994 - Listahelyezés: - Legutolsó státusz: arany - Kislemezek: "Life in the Streets", "United", "Happy People" |
| The Remix Album - Megjelenés: 1995 - Listahelyezés: - Legutolsó státusz: arany - Kislemezek: "Rastaman Vibration", "Babylon"                     |

## Díjak és jelölések
Wahlberg-et eddig összesen kétszer jelölték Oscar-ra, kétszer Golden Globe-ra, és egyszer Arany Málnára. 2010-ben csillagot kapott a Hollywood Walk of Fame-en.

### Jelölések
- 2011: Oscar-jelölés - legjobb film (A harcos)
- 2011: Golden Globe-jelölés - a legjobb drámai színész (A harcos)
- 2009: Arany Málna-jelölés - a legrosszabb színész (Az esemény)
- 2007: Oscar-jelölés - a legjobb férfi epizódszereplő (A tégla)
- 2007: Golden Globe-jelölés - a legjobb férfi epizódszereplő (A tégla)